# Lampasas
Lampasas is een plaats (city) in de Amerikaanse staat Texas, en valt bestuurlijk gezien onder Lampasas County.

## Demografie
Bij de volkstelling in 2000 werd het aantal inwoners vastgesteld op 6786.
In 2006 is het aantal inwoners door het United States Census Bureau geschat op 7828, een stijging van 1042 (15.4%).

## Geografie
Volgens het United States Census Bureau beslaat de plaats een oppervlakte van
16,1 km², waarvan 16,0 km² land en 0,1 km² water. Lampasas ligt op ongeveer 313 m boven zeeniveau.

## Plaatsen in de nabije omgeving
De onderstaande figuur toont nabijgelegen plaatsen in een straal van 36 km rond Lampasas.